# Apotolamprus quadrimaculatus
Apotolamprus quadrimaculatus är en skalbaggsart som beskrevs av Lebis 1953. Apotolamprus quadrimaculatus ingår i släktet Apotolamprus och familjen bladhorningar. Inga underarter finns listade i Catalogue of Life.